# Kasteel Crottorf

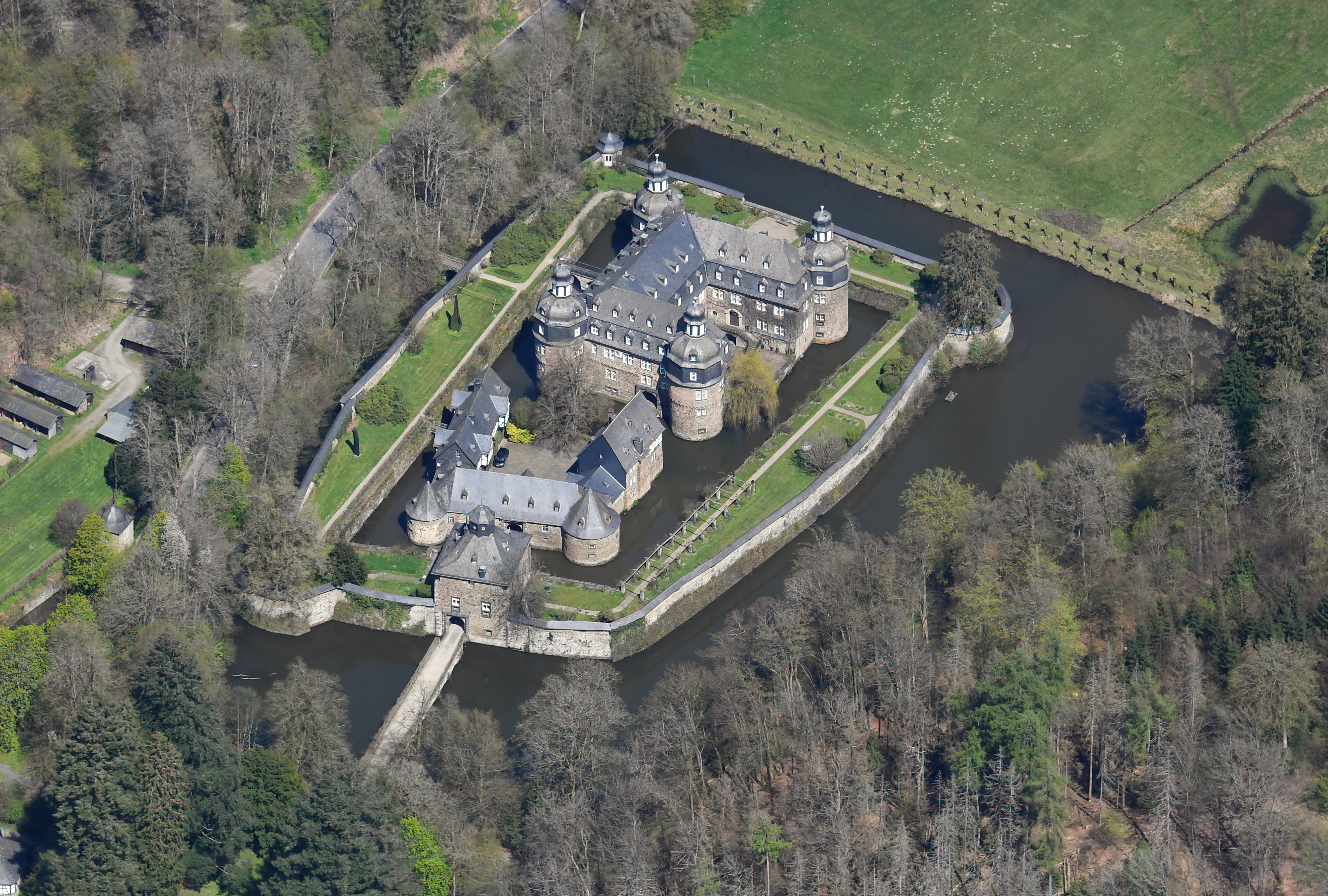
Kasteel Crottorf (luchtopname uit 2023)

Kasteel Crottorf is een waterburcht in de Duitse heerlijkheid Wildenburg. Het ligt twee kilometer ten westen van het dorp Friesenhagen in de gelijknamige gemeente, die tot de Landkreis Altenkirchen behoort in het noordoosten van Rijnland-Palts. Het kasteel staat in het dal van de rivier de Wisser op de fundamenten van een middeleeuwse waterburcht, die voor het eerst is beschreven in een oorkonde uit de eerste helft van de 14e eeuw.

## Geschiedenis
De naam Crottorf is verbonden met de ridder Ludwig dem Schwarzen von Crottorf, leenman van de Edelherren von Wildenburg, die sinds 1261 met het goed beleend waren. Destijds was het een leen van de Graven von Sayn en in het bezit van de gebroeders Johann en Arnold von Selbach. In 1424 viel het — na diverse verervingen en een jarenlange juridische strijd — via een huwelijk met Katharina von Hatzfeld als haar bruidsschat toe aan haar echtgenoot Christian von Selbach zu Crottorf, nazaat van bovengenoemde gebroeders.

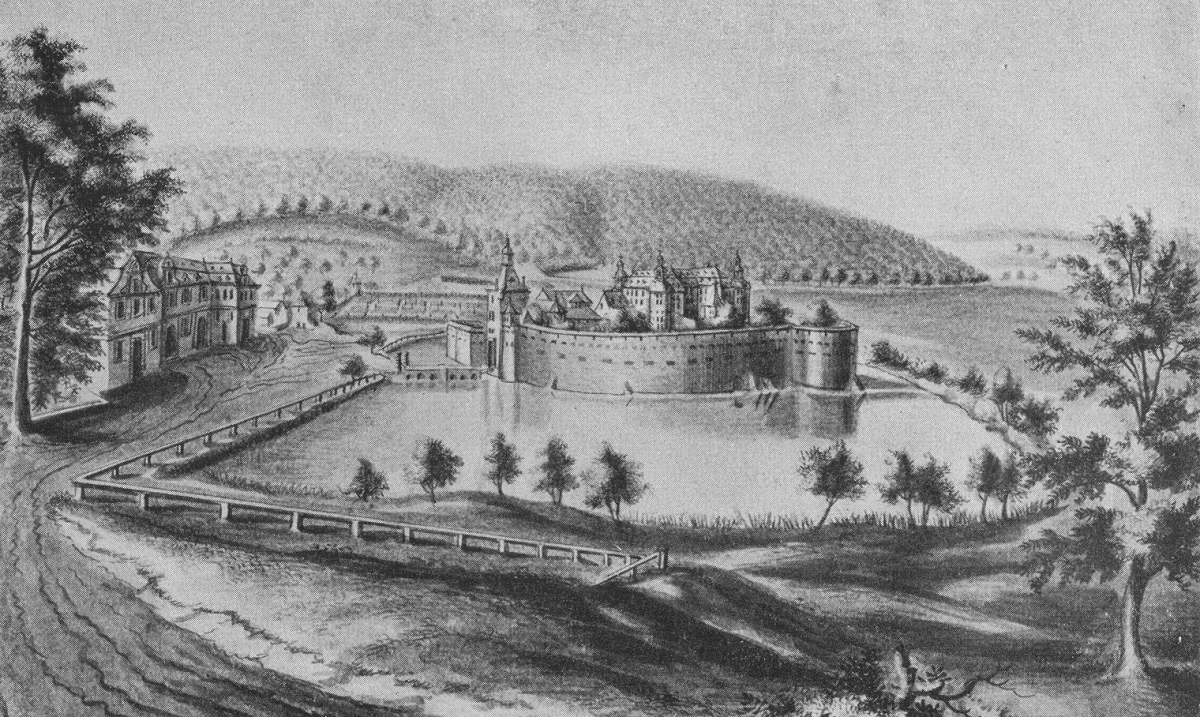
Inkttekening van Renier Roidkin, gedateerd rond 1725

Christians kleinzoon Johan van Selbach, maarschalk van het hertogdom Berg, had in zijn krijgsloopbaan in de Zeven Verenigde Nederlanden voldoende vestingbouwkundige kennis opgedaan om de hof rond 1550 om te bouwen tot een waterburcht. Nadien was het een gefortificeerd slot waarvan delen van het voorwerk, onder meer twee bastions in de vorm van rondelen, nu nog intact zijn. Johans kleinzoon Sebastian I von Hatzfeld-Wildenburg-Crottorf liet de bouwwerken van zijn grootvader in het eerste kwart van de 17e eeuw drastisch renoveren en verfraaien, nadat hij eerder de ringmuur van een weergang had voorzien. Tijdens de Dertigjarige Oorlog werd het kasteel desondanks ingenomen door plunderende Zweedse soldaten.
Volgende generaties brachten barokke elementen, fraai Italiaans stucwerk en een poorttoren aan. In de 18e eeuw werd het kasteel echter nauwelijks bewoond, daar de familie Von Hatzfeld elders resideerde. Na het uitsterven van de Crottorf-tak van de familie verwierf uiteindelijk de tak Von Hatzfeld-Wildenburg-Weisweiler kasteel Crottorf. De vorst Hermann von Hatzfeldt-Wildenburg en zijn echtgenote lieten het tussen 1923 en 1927 renoveren. Hun kinderen lieten het in 1969 aan hun neef Hermann Graf von Hatzfeldt na.

## Hedendaagse staat

Plattegrond van het kasteel

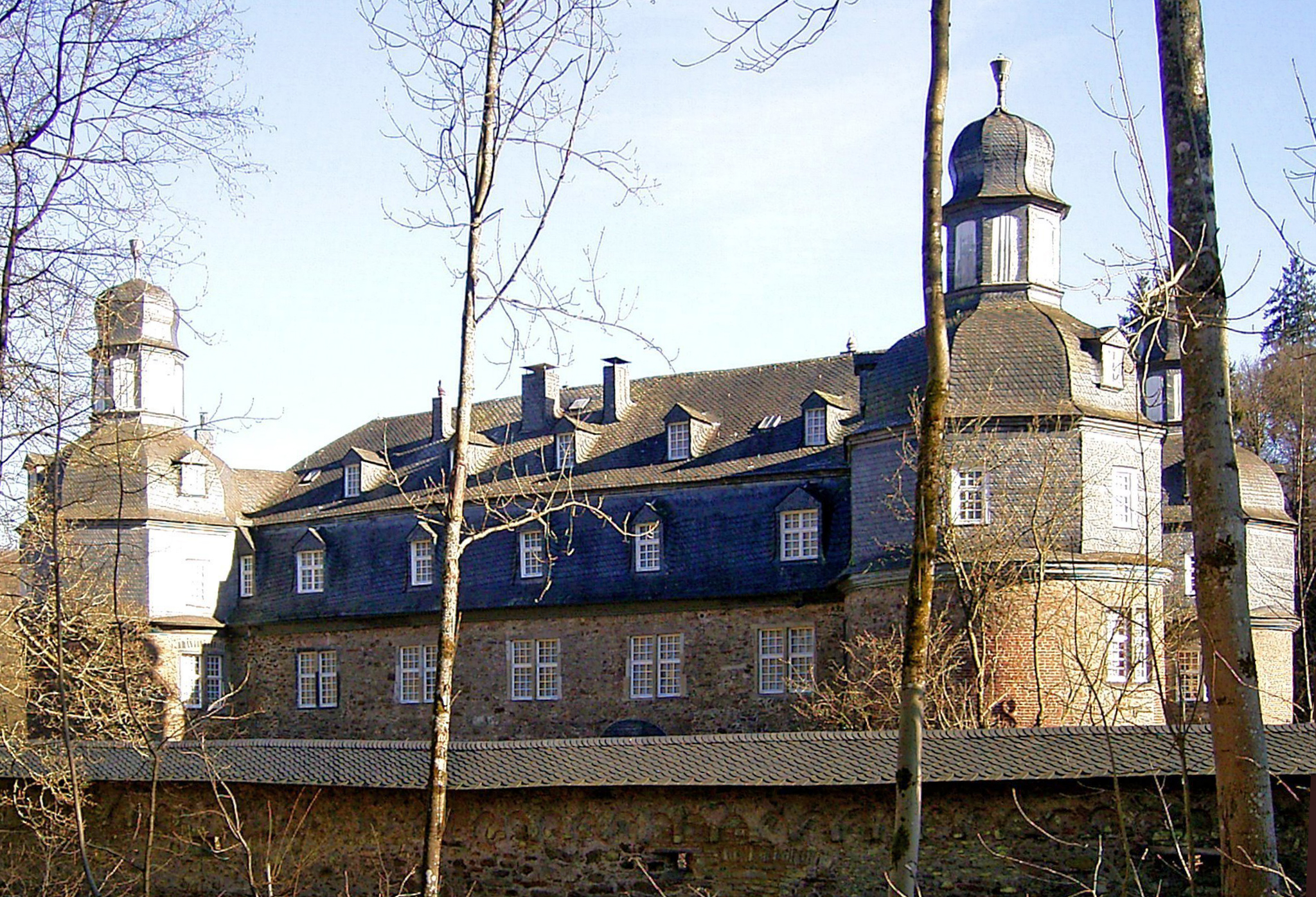
De hoofdburcht gezien vanaf de westkant

Zoals op de luchtfoto en nevenstaande plattegrond opvalt, bestaat het huidige kasteel Crottorf uit twee los van elkaar staande gebouwen, de hoofdburcht en een voorburcht. Beide burchten staan op hun eigen eiland in een slotgracht, die zich binnen de ommuring bevindt, en zijn door een boogbrug verbonden. De voormalige verdedigingswal is tegenwoordig een grasterras en van de barokke parterre rest alleen het oostelijke paviljoen.

### Hoofdburcht
De drie vleugels van de hoofdburcht stammen uit de 16e eeuw. Bovenop de hoge kelder met schietgaten zijn twee etages opgetrokken uit gemetseld puinsteen en gedekt met een mansardedak uit de jaren twintig van de 20e eeuw. De vensters heeft men in kozijnen van natuur- en zandsteen geplaatst. De vier hoeken worden robuust gemarkeerd door torens waarvan de luifels bekroond zijn met lantaarns uit het einde van de 18e eeuw.
In contrast dateert de hoofdingang van de hoofdburcht uit de 21e eeuw. De begane grond van de zuidvleugel bevat een arcade in renaissancestijl. Een feestzaal in de dubbel diepe noordwest-vleugel verbindt beide andere vleugels. Tevens geeft die toegang tot de slotkapel met een apsis. Het altaar in deze kapel werd in de 16e eeuw geplaatst en het bronzen doopvont is van 1620.

### Voorburcht
De voorburcht wordt afgeschermd door een poortgebouw met een valbrug, die bereikt kan worden via een stenen boogbrug. De vierkante poorttoren uit 1685 telt drie etages, nog verhoogd door een torenspits, die onder een gesloten lantaarn een klok herbergt. Een speciale steen boven de ingang draagt het wapen van de familie von Hatzfeld.

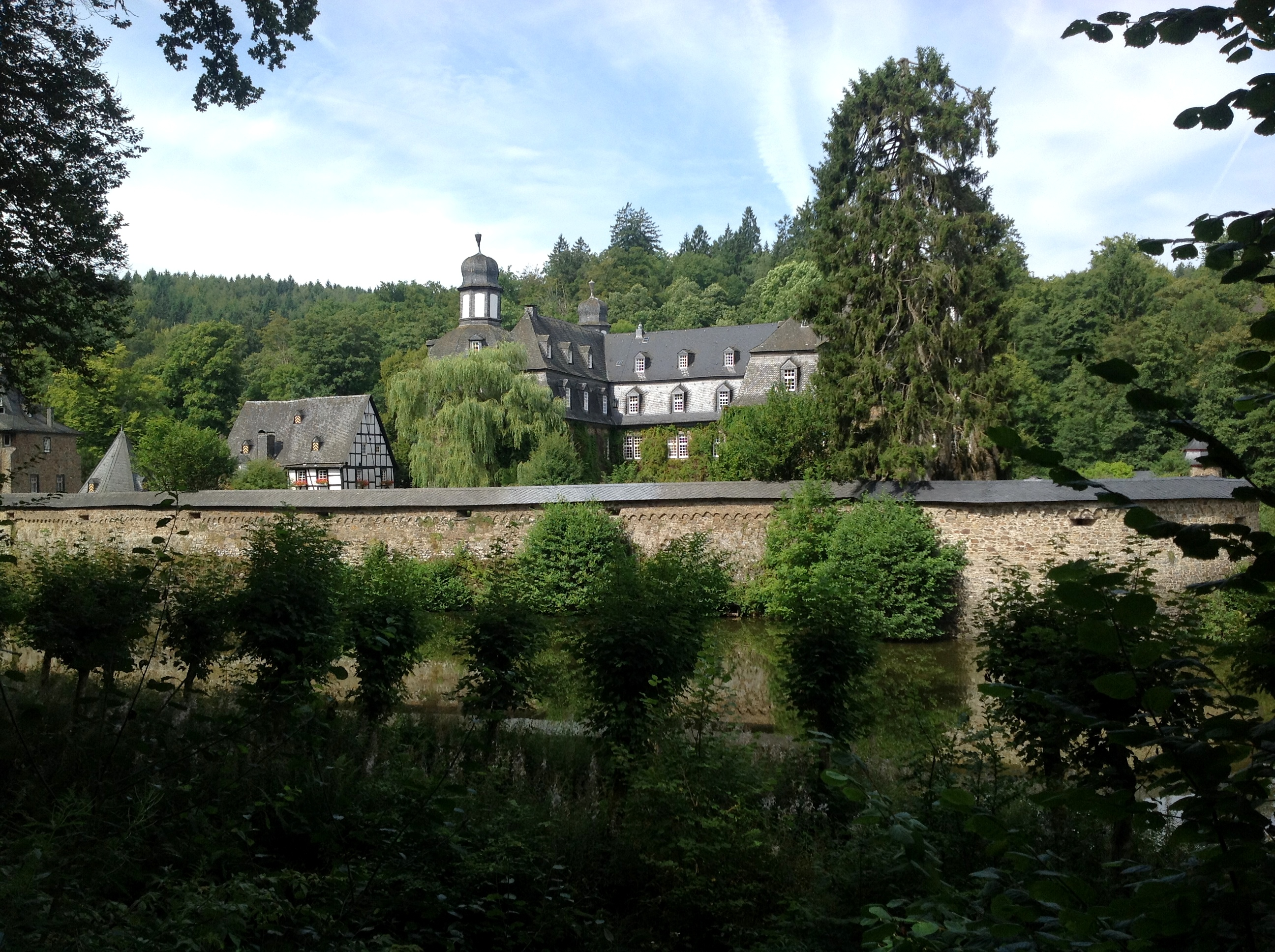
Oostelijk aanzicht

Achter dit poortgebouw bevindt zich de binnenste slotgracht; een korte boogbrug leidt naar de woningen en garages van de hedendaagse voorburcht. De windvanen die de ronde verdedigingstorens op de zuidelijke hoeken sieren, dateren hen op 1671 en 1678, terwijl de kerkers in de 15e-eeuwse benedenetage van de oost- en westvleugel uit 1675 stammen. De tweede etage hiervan bezit vakwerkmuren. Het geheel aan gebouwen heeft de vorm van een hoefijzer, met een doorgang naar de hoofdburcht.
De voorburcht en de beeldentuin worden op gezette tijden opengesteld voor publiek; de hoofdburcht niet.

### Beeldentuin
Binnen en rondom de extramurale omgrachting van het kasteel zijn veel sculpturen tentoongesteld. Journalist en uitgever Marion gravin Dönhoff plaatste er in 1990 een door Alexander Liberman vervaardigd abstract gedenkteken voor de geëxecuteerde uitvoerders van de aanslag op Hitler, waarbij zijzelf zijdelings betrokken was geweest.

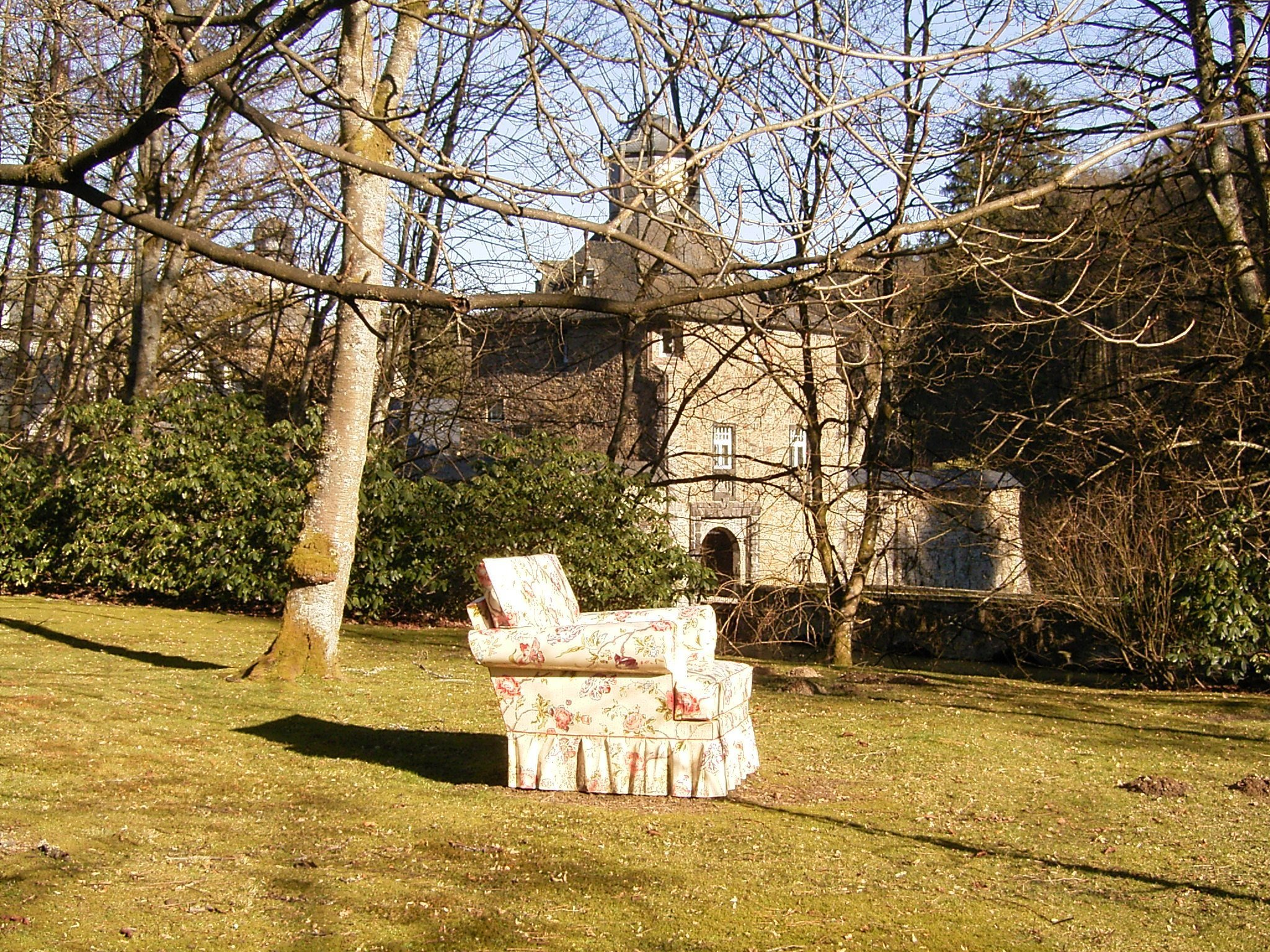
Kunstwerk in de belendende beeldentuin

De overige kunstwerken in de beeldentuin direct buiten het dijkje rond de extramurale gracht variëren van grote abstracten en standbeelden van Griekse goden tot buitenproportionele meubels en dieren, onder meer een rennende haas, gemonteerd tegen de rotswand aan de rand van de tuin.
Buiten de tuin, aan de oostkant van kasteel Crottorf en juist over het bruggetje naar de overkant van de Wisser, voeren diverse wandelpaden over een beboste, rotsrijke heuvel naar de achtkantige kapel ‘Zum Heiligen Kreuz’ (1701).
- Gemeinsame Normdatei: 4802695-5